# Selma Skenderović
Selma Skenderović, slovenska pisateljica, pesnica in slovenistka, * 9. junij 2001, Kosovo.
Njeni starši so Bošnjaki po rodu iz Črne gore. Selma se je rodila v takratni Avtonomni pokrajini Kosovu in Metohiji. Bila je stara 9 let, ko se je s starši preselila v Slovenijo. Odrasla je v Kopru, kjer je končala srednjo šolo.
Študira slovenščino in komparativistiko na Filozofski fakulteti Univerze v Ljubljani. Objavlja prozna in poezijska dela v različnih zbornikih in drugih platformah.
Leta 2020 je bila zmagovalka na Festivalu mlade literature Urška. Doslej ona je najmlajša, ki je dosegla ta izid na tej prireditvi. Skoraj sto mladih literatov iz Slovenije in zamejstva je pustila za sabo.
Leta 2021 je objavila svoje prvo kratkoprozno delo Zakaj molčiš, Hava?, ki je prevedeno v več jezikov (v črnogorščino, angleščino in bosanščino). Ta knjiga je bila izbrana za projekt Readers of Europe 2022, v oktobru 2022 pa so nominirali Selmo Skenderović za nagrado mira, v novembru istega leta pa je bila njena knjiga nominirana za najboljši literarni prvenec, ki je že vključena tudi v evropski projekt Story Valley.